# Muchowiec (przystanek kolejowy)
Muchowiec – nieistniejący przystanek osobowy na zlikwidowanej linii kolejowej nr 321 Grodków Śląski − Głęboka Śląska, w miejscowości Muchowiec, w województwie dolnośląskim, w powiecie strzelińskim, w gminie Strzelin, w Polsce.